# Ashville (Alabama)
Ashville è un comune degli Stati Uniti d'America, capoluogo della contea di St. Clair dello Stato dell'Alabama.